# Tadeusz Kasprzycki
Tadeusz Adam Kasprzycki (ur. 16 stycznia 1891 w Warszawie, zm. 4 grudnia 1978 w Montrealu) – generał dywizji Wojska Polskiego, minister spraw wojskowych w latach 1935–1939, kawaler Orderu Virtuti Militari.

## Życiorys

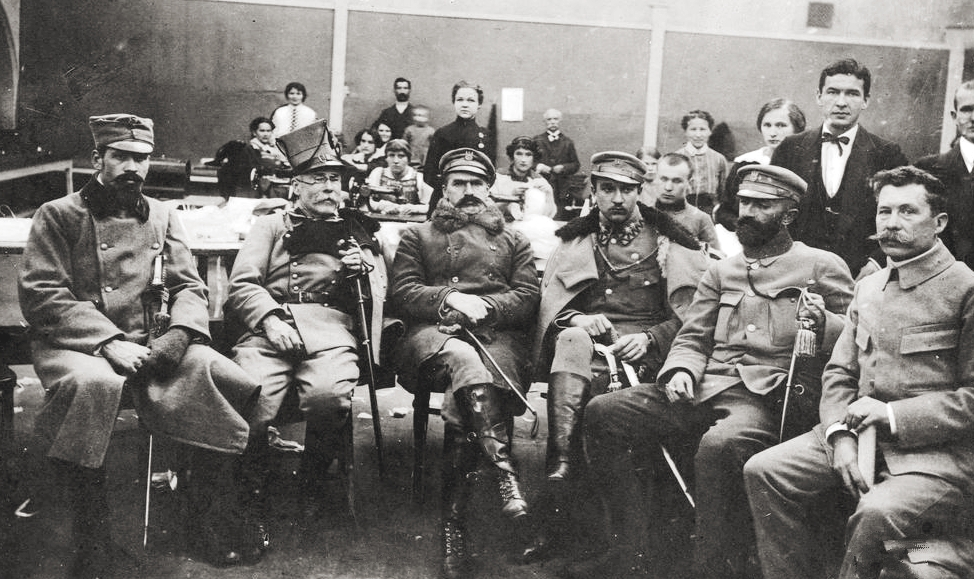
Oficerowie Legionów, Zakopane 16 grudnia 1914. Od lewej Tytus Czaki, Wacław Sieroszewski, Józef Piłsudski, Tadeusz Kasprzycki, Walery Sławek

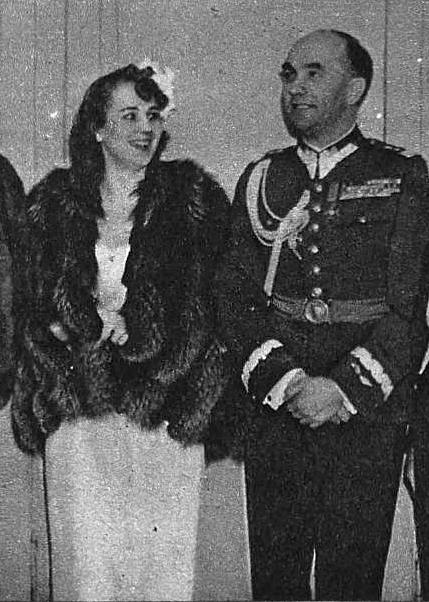
Zofia Kajzerówna i Tadeusz Kasprzycki (Warszawa, karnawał 1939)

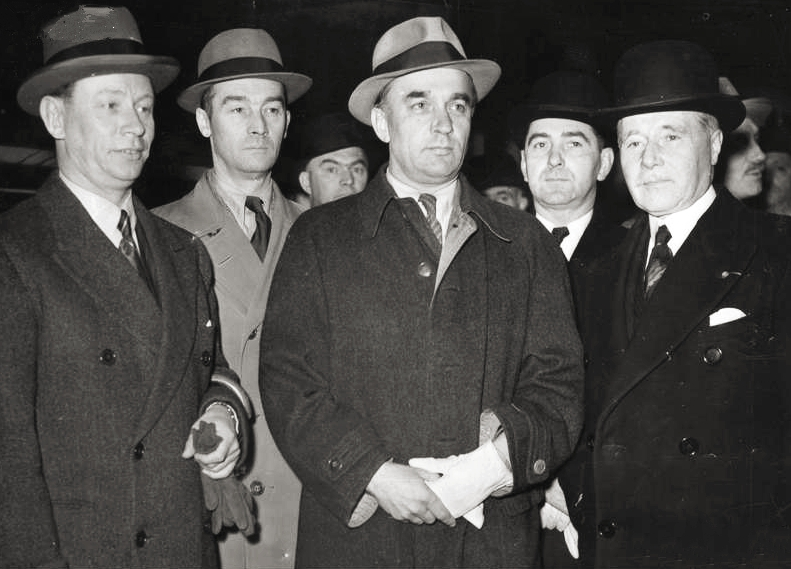
Juliusz Łukasiewicz, Tadeusz Kasprzycki i Maurice Gamelin (Paryż, maj 1939)

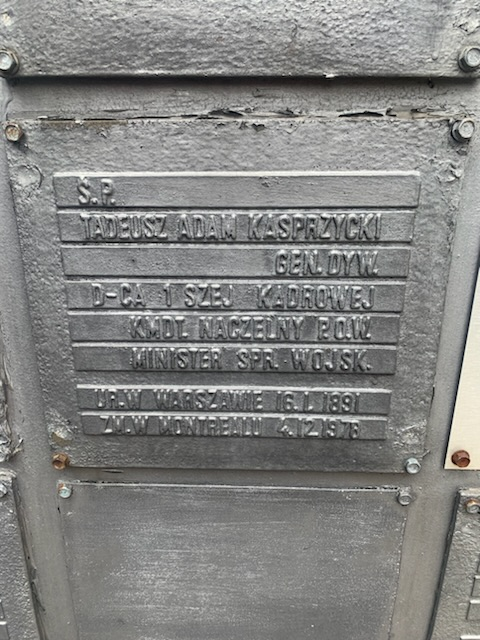
Grób Tadeusza Kasprzyckiego

Urodził się 16 stycznia 1891 w Warszawie, w rodzinie Józefa, przemysłowca i Marii ze Staworzyńskich. Do 1905 r. uczęszczał do gimnazjów państwowych w Kielcach i Chełmie. Uczestniczył w pracach tajnego kółka samokształceniowego oraz wziął udział w strajku szkolnym. Następnie przeniósł się do Warszawy, gdzie skończył ośmioklasowe polskie Gimnazjum gen. Pawła Chrzanowskiego w Warszawie (1909). Po maturze studiował nauki społeczne, przyrodnicze i prawo w Sorbonie i w Wyższej Szkole Nauk Politycznych w Paryżu oraz w Uniwersytecie w Genewie. Podczas studiów, od przełomu 1910 i 1911 r., był aktywnym członkiem Związku Walki Czynnej, najpierw jako komendant oddziału w Paryżu, a następnie obwodów Związku Walki Czynnej i Związku Strzeleckiego w Szwajcarii i ostatecznie w południowej Francji, których był organizatorem. Z polecenia Związku wyjeżdżał do Królestwa Polskiego z zadaniami szkoleniowymi i wywiadowczymi. W sierpniu 1913 r. ukończył Oficerską Szkołę Strzelecką w Stróży i Kurs Wyższej Szkoły Oficerskiej uzyskując prawo do noszenia Odznaki Pamiątkowej, tzw. Parasola.

### Wielka Wojna
W sierpniu 1914 r. został dowódcą Pierwszej Kompanii Kadrowej Legionów Polskich, a potem Kompanii Zagranicznej w oficerskiej szkole letniej działającej na krakowskich Oleandrach. 2 sierpnia wyznaczono go na dowódcę I Kompanii Kadrowej, na czele której 6 sierpnia wkroczył do Królestwa Polskiego i pomaszerował w kierunku Kielc. Jednak dwa dni później objął funkcję oficera operacyjnego sztabu grupy Józefa Piłsudskiego, z której najpierw powstał 1. Pułk Piechoty Legionów Polskich, a ostatecznie I Brygada Legionów Polskich. Wziął udział w walkach z Rosjanami najpierw w Królestwie, a następnie – po odwrocie – w Galicji, zaś wiosną i latem 1915 r. – w stopniu kapitana – uczestniczył w zwycięskiej ofensywie państw centralnych. Służył jako oficer przez rok, gdyż 14 września 1915 r. komendant I Brygady Piłsudski wyznaczył go na komendanta naczelnego konspiracyjnej Polskiej Organizacji Wojskowej w Warszawie. Stojąc na czele POW, przyczynił się do jej wzmocnienia zarówno pod względem liczebnym, strukturalnym i organizacyjnym. Po akcie 5 listopada, od stycznia do lipca 1917 r. przy boku Piłsudskiego zajmował także stanowisko szefa Sekcji Ogólnej i Organizacyjnej w Komisji Wojskowej Tymczasowej Rady Stanu. W lipcu 1917 r. przeniósł Komendę Naczelną POW do Lublina. Po kryzysie przysięgowym w Legionach i po aresztowaniu 22 lipca 1917 r. przez Niemców Piłsudskiego wziął udział w tworzeniu kierującego pracą niepodległościową konspiracyjnego Konwentu A. Jednak po objęciu stanowiska komendanta głównego POW przez ówczesnego pułkownika Edwarda Śmigłego-Rydza odsunął się od prac w tej organizacji.

### II Rzeczpospolita
7 listopada 1918 r. w okresie tworzenia i stosunkowo krótkiego funkcjonowania w Lublinie Tymczasowego Rządu Ludowego Republiki Polskiej objął dział organizacyjny podległego mu Dowództwa Wojsk Polskich w Lublinie. Poprzez tzw. Rząd Lubelski zwierzchnictwa politycznego i wojskowego Tymczasowego Naczelnika Państwa i Naczelnego Wodza Piłsudskiego ówczesny mjr Kasprzycki został formalnie przyjęty do odradzającego się Wojska Polskiego i 3 grudnia objął stanowisko szefa Adiutantury Generalnej Naczelnego Wodza. Zajmował je do końca października 1919 r. Brał aktywny udział w pracach Kwatery Polowej Naczelnego Wodza i wypełniał na froncie powierzone mu zadania specjalne. W sierpniu wraz z Leonem Wasilewskim wyjechał do Kowna na rozmowy polityczne z władzami Republiki Litewskiej.
W latach 1919–1921 był słuchaczem Wyższej Szkoły Wojennej w Paryżu. Równocześnie studiował w Prywatnej Szkole Nauk Politycznych (franc. École libre des sciences politiques). Po powrocie do kraju jako oficer Sztabu Generalnego 1 marca 1922 r. został szefem Wydziału Planów i zastępcą szefa oddziału, a następnie szefem Oddziału IIIa (Operacyjnego) Ścisłej Rady Wojennej i w końcu szefem Biura Ścisłej Rady Wojennej. 3 maja 1922 został zweryfikowany w stopniu podpułkownika ze starszeństwem. Zajmując te stanowiska, jesienią 1922 r. wziął udział w negocjacjach delegacji polskiej, której przewodniczył Szef Sztabu Generalnego generał dywizji Władysław Sikorski, z przedstawicielami francuskich władz wojskowych. Ich celem było uściślenie zasad polsko-francuskiej – sojuszniczej- współpracy wojskowej. Poza tym w maju kolejnego roku w Warszawie uczestniczył w rozmowach Marszałka Piłsudskiego z marszałkiem Ferdynandem Fochem, a także w negocjacjach z delegacją oficerów sojuszniczej armii Królestwa Rumunii. W 1924 r., po awansie na pułkownika, we francuskim Metz odbył kilkumiesięczny kurs doszkalający dla wyższych oficerów, zaś 17 marca 1927 Prezydent RP mianował go dowódcą 19 Dywizji Piechoty w Wilnie. Obowiązki dowódcy dywizji łączył z funkcją delegata Polski na konferencję rozbrojeniową i Komisję Wojskową Ligi Narodów. Natomiast 19 lipca 1927 r. mianowano go szefem Oddziału III Sztabu Generalnego. 1 stycznia 1929 Prezydent RP awansował go na stopień generała brygady ze starszeństwem z dniem 1 stycznia 1929 i 5. lokatą w korpusie generałów. 19 czerwca 1931 zwolniony został ze stanowiska dowódcy 19 DP, a 7 lipca tego roku wyznaczony na stanowisko zastępcy I wiceministra Spraw Wojskowych. 2 lipca 1934 Prezydent RP mianował go I wiceministrem spraw wojskowych. 12 maja 1935, po śmierci Józefa Piłsudskiego, Prezydent RP, na wniosek premiera Walerego Sławka powierzył mu kierownictwo Ministerstwa Spraw Wojskowych. Od 13 października 1935 do 30 września 1939 był ministrem spraw wojskowych w rządach Mariana Zyndrama-Kościałkowskiego i Felicjana Sławoja Składkowskiego. Na stopień generała dywizji został mianowany ze starszeństwem z 1 stycznia 1936 i 3. lokatą w korpusie generałów. Kasprzycki początkowo jako kierownik, a później jako minister był odpowiedzialny za kierowanie administracją i gospodarką wojskową oraz za wyszkolenie wojska i obsadę personalną, czyli za kadrę dowódczą polskich sił zbrojnych. Ponadto odpowiadał za przygotowanie armii do ewentualnych działań wojennych. Reprezentował też sprawy sił zbrojnych oraz obronności państwa, w tym także przemysłu zbrojeniowego, na forum rady ministrów. Za pośrednictwem premiera podlegał prezydentowi RP, a pod pewnymi względami także generalnemu inspektorowi sił zbrojnych. Okres, gdy generał Kasprzycki pełnił funkcję ministra, to czas unowocześnienia struktury organizacyjnej oraz uzbrojenia i wyposażenia technicznego polskich sił zbrojnych, a także gdy zakończono prace nad nowoczesnym i realnym planem mobilizacyjnym, jaki został wykorzystany wiosną i latem 1939 r. w trakcie mobilizacji alarmowej oraz podczas mobilizacji powszechnej zarządzonej 31 sierpnia 1939 r. Nastąpiła też intensywna rozbudowa polskiego przemysłu wojennego, choćby Centralnego Okręgu Przemysłowego, a także budowa wielu nowoczesnych obiektów fortyfikacyjnych. Jednocześnie w dniach 14–19.05.1939 r. jako przedstawiciel generalnego inspektora sił zbrojnych marszałka Śmigłego-Rydza Kasprzycki prowadził w Paryżu z szefem francuskiego Sztabu Generalnego gen. Maurice’em Gamelinem rozmowy dotyczące uzgodnienia i podpisania układu o zasadach wspólnego działania obu armii w razie agresji Niemiec na Polskę.

### Działalność społeczna
Do 1935 był prezesem zarządu Towarzystwa Wiedzy Wojskowej. 24 kwietnia 1936 przyjął, nadany mu dwa dni wcześniej, dyplom honorowego obywatelstwa gminy Zawoja. W 1936 został przewodniczącym Komitetu Głównego Zjazdu Górskiego zorganizowanego w sierpniu 1936 w Sanoku. W tym czasie został wyróżniony tytułami obywatelstwa honorowego gminy Komańcza (30 lipca 1936) oraz gminy Jaśliska. Na początku 1937 otrzymał honorowe obywatelstwo gminy Żabie. W tym samym roku otrzymał honorowe obywatelstwo Augustowa. 20 grudnia 1937 został prezesem powołanego wówczas Polskiego Towarzystwa Wypraw Badawczych. W 1938 symbolicznie wręczono dyplom obywatelstwa honorowego powiatu leskiego, jego gmin zbiorowych oraz miast Lesko i Ustrzyki Dolne. Był też członkiem władz Towarzystwa Rozwoju Ziem Wschodnich. Na Gubałówce koło Kościeliska generał Kasprzycki wykupił grunty i razem z siostrą Zofią i Tadeuszem Katelbachem zaczął w 1937 budować hotel Salamandra (zwanym nieoficjalnie od nazwiska kochanki generała Kajzerhofem), na poczet czego zaciągnął kredyt w wysokości 90 tys. zł w banku BGK. W związku z tym ze środków wojskowych powstała droga wiodąca grzbietem Gubałówki, co budziło znaczne kontrowersje.

### II wojna światowa
Podczas kampanii wrześniowej gen. dywizji Kasprzycki wydał rozkaz o przygotowaniu Warszawy do obrony, gdyż z chwilą ogłoszenia mobilizacji powszechnej formalnie został dowódcą obszaru tyłowego. Poza tym już w pierwszych dniach września, zgodnie z rozkazami Naczelnego Wodza, przystąpił też do organizowania obrony na linii środkowej Wisły, a 10 września wydał rozkaz dotyczący przygotowania pozycji obronnych na linii rzeki Stryj. Po agresji ZSRR na Polskę wraz z rządem i żoną ewakuował się do Rumunii, gdzie został internowany. Kasprzycki złożył podanie o przyjęcie do służby wojskowej na Zachodzie, lecz zostało odrzucone przez rząd Sikorskiego:
Pan jest odpowiedzialny za nieprzygotowanie do wojny nowoczesnej, a więc i za poniesioną klęskę, która nie jest wolna od hańby. Niech Pan Generał pozostanie w Băile Herculane. Ojczyzna nie chce Pana usług. Minister opieki społecznej w rządzie Sikorskiego Jan Stańczyk (PPS) chciał postawić m.in. Kasprzyckiego przed Trybunałem Stanu. W 1944 r. razem z synem i żoną przedostał się z  Turcji do Francji, a dalej do Wielkiej Brytanii.

### Życie na emigracji
Został jednym z założycieli Polskiego Uniwersytetu na Obczyźnie, który po latach nadał mu godność doktora honoris causa. Kasprzycki był także przewodniczącym Komisji Badań Naukowych nad Ziemiami Wschodnimi oraz zasiadał w Komitecie do spraw Narodowościowych przy prezydium Rady Ministrów. Był również członkiem Instytutu Józefa Piłsudskiego oraz innych organizacji.
Na emigracji stronił od polityki i w 1954 r. przeniósł się do Kanady, gdzie zmarł w Montrealu. Został pochowany na cmentarzu przy kościele św. Andrzeja Boboli w Londynie (kolumbarium, postument 2, wschodnia strona).
W 1977 uzyskał doktorat honoris causa nauk politycznych na Polskim Uniwersytecie na Obczyźnie (PUNO). Był teozofem, autorem Kartek z dziennika oficera I Brygady.

## Życie prywatne
12 maja 1939 zmarła żona generała Maria Jadwiga z Rybczyńskich, inżynier, która została pochowana w grobie rodzinnym na cmentarzu w Wilanowie. Miała popełnić samobójstwo, a syn Tadeusz – uczeń gimnazjum – zerwał kontakty z ojcem. Według Jadwigi Sosnkowskiej generał Kasprzycki źle traktował żonę, utrzymując relację z aktorką Kajzerówną, wskutek czego małżonka wyskoczyła z okna ponosząc śmierć. Prawdopodobną przyczyną tych rodzinnych komplikacji był romans z aktorką Zofią Kajzerówną (1911–2002), z którą zaraz po śmierci żony generał się ożenił, mimo sprzeciwu marszałka Edwarda Śmigłego-Rydza.

## Okresy sprawowania urzędu ministra
Kierownik Ministerstwa Spraw Wojskowych
- 12 V – 12 X 1935
- p.o. 12-13 X 1935

Minister Spraw Wojskowych
- 13 X 1935 – 15 V 1936
- p.o. 15-16 V 1936
- 16 V 1936 – 30 IX 1939

## Ordery i odznaczenia

### polskie
- Krzyż Srebrny Orderu Wojskowego Virtuti Militari nr 5252 – 28 kwietnia 1921[32]
- Krzyż Komandorski Orderu Odrodzenia Polski (9 listopada 1931)[33]
- Krzyż Niepodległości (20 stycznia 1931)[34]
- Krzyż Walecznych trzykrotnie[35]
- Złoty Krzyż Zasługi (17 marca 1930)[36]
- Medal Pamiątkowy za Wojnę 1918–1921[37]
- Medal Dziesięciolecia Odzyskanej Niepodległości[37]
- Znak oficerski „Parasol”
- Odznaka „Znak Pancerny”
- Odznaka Pamiątkowa Generalnego Inspektora Sił Zbrojnych (12 maja 1936)
- Odznaka Honorowa Polskiego Czerwonego Krzyża I stopnia (25 stycznia 1939)[38]
- Złota Odznaka Honorowa Ligi Obrony Powietrznej i Przeciwgazowej I stopnia[39]
- Odznaka Pamiątkowa „Pierwszej Kadrowej”[40]
- Odznaka Honorowa Harcerzy Małopolan z czasów walk o Niepodległość (1938)[41]

### zagraniczne
- Krzyż Komandorski z Gwiazdą Orderu Legii Honorowej[42]
- Order Legii Honorowej III, IV i V klasy (Francja)[37]
- Order Lwa Białego III klasy (Czechosłowacja, 1928)[43]
- Order Gwiazdy Rumunii III klasy (Rumunia)[37]
- Order Korony Rumunii III klasy (Rumunia)[37]
- Order Korony Jugosłowiańskiej I klasy (Jugosławia)[37]
- Order Trzech Gwiazd III klasy (Łotwa, 1928)[44]
- Order Krzyża Orła I klasy (Estonia, 1938)[45]
- Order Miecza I klasy (Szwecja, 1938)[46]
- Order Zasługi I klasy (Węgry, przed 1935)[47]